# Миленко Стефановић
Миленко Стефановић, познатији као Мима Стефановић (Београд, 19. фебруар 1930 — Београд, 25. јул 2022) био је српски и југословенски кларинетиста и универзитетски професор. Стефановић је био један од најзначајнијих српских и југословенских кларинетиста — солиста, први кларинетиста Београдске филхармоније, дугогодишњи професор Факултета музичке уметности у Београду и Факултета уметности у Приштини.

## Образовање
Миленко Стефановић је почео да учи музику са пет година. Дипломирао је (1957) и магистрирао (1971) кларинет на Музичкој академији у Београду у класи угледног професора Б. Бруна. Усавршавао се у Салцбургу.

## Награде
Добитник је награда на такмичењима у Сарајеву (1952), Скопљу (1954) и Љубљани (1956), као и награда на међународним такмичењима у Москви, Минхену, Женеви (1957) и Прагу (1959).
Међу наградама које је добио за своје уметничке успехе истичу се: Седмојулска награда НР Србије (1962), Награда Југословенске радио-телевизије (Охрид, 1972), награде СИЗ-а културе Града Београда (1976, 1981, 1986), Посебно признање за врхунски допринос националној култури у Републици Србији (2007).
Године 2010. на свечаности у Удружењу музичких уметника Србије уручена му је Награда за животно дело.
На свечаној церемонији одржаној 27. јула 2013. године у оквиру Кларинетфеста у Асизију, у Италији, додељено му је најзначајније признање Међународне кларинeтистичке асоцијације - International Clarinet Association Honorary Membership for Lifetime Achievements in Performance, Teaching and Professional Service. Награду је у Стефановићево име, у присуству чланова његове породице и других музичара из Србије, од председника Асоцијације Џона Сиполе примила Стефановићева унука Ирина, и сама музичар.
Еквивалентно признање које додељује Европска кларинетистичка асоцијација, председник ове асоцијације Стефан Вермерш доделио је Стефановићу у Београду 12. фебруара 2016. године. Стефановића су за награду номиновали професори кларинета на музичким академијама у Београду, Косовској Митровици и Сплиту, као и кларинетисти Београдске филхармоније, Оркестра Опере Народног позоришта у Београду, Симфонијског оркестра РТС, Уметничког ансамбла „Станислав Бинички”, Позоришта на Tеразијама. Борд директора Европске кларинетистичке асоцијације, који чине музичари из Белгије, Велике Британије, Италије, Немачке, Пољске, Португалије, Холандије, Швајцарске и Шпаније, једногласно је одлучио да Стефановићу додели своје најзначајније признање. Тиме је професор Миленко Стефановић постао тек други кларинетиста у историји који је проглашен почасним чланом Европске кларинетистичке асоцијације.

## Уметничка каријера
Стефановић је свирао реситале и наступао као солиста са оркестром и члан камерних ансамбала широм Европе, у Африци и Северној Америци. Један је од ретких уметника који су имали част да изведу Копландов Концерт за кларинет и оркестар под управом самог композитора (1961).
Снимао је за водеће радио и телевизијске станице у земљи и иностранству: у Уједињеном Краљевству, Италији, Француској, Канади, СССР-у, Западној Немачкој, Швајцарској, Белгији, Чехословачкој, Румунији, Бугарској, Мађарској.
Своје композиције су му посветили неки од најзначајнијих југословенских композитора: Дејан Деспић, Александар Обрадовић, Петар Бергамо, Душан Радић, Петар Озгијан, Миодраг Илић итд.
Као оркестарски музичар, свирао је у земљи и иностранству под управом најзначајнијих светских и југословенских диригената, међу којима су: Херберт фон Карајан, Лорин Мазел, Леополд Стоковски, Кирил Кондрашин, Живојин Здравковић, Јован Шајновић, Антон Нанут, Оскар Данон, Ванчо Чавдарски итд. Био је дугогодишњи први кларинетиста Београдске филхармоније (1954 — 1976).
Бавио се и џезом — као солиста, композитор и члан Београдског џез-трија.
Стефановић је био члан и председник жирија на многим такмичењима у земљи и иностранству.
Члан је и бивши председник Удружења музичких уметника Србије.

## Педагошки рад
Стефановић је предавао у Музичкој школи Јосип Славенски у Београду (1961/62, 1966/67, 1968—1993), на Факултету музичке уметности у Београду (1976—1995) и Факултету уметности у Приштини, где предаје од оснивања Музичког одсека, 1975. године, до данас. Био је и проректор Универзитета уметности у Београду (1985—1989), а 2001. године је именован за члана управног одбора овог универзитета.
Стефановићеви бивши студенти делују активно као извођачи — солисти, камерни и оркестарски музичари — и педагози у музичким школама и на академијама у Европи, Азији, Аустралији и Северној Америци.